# اندریمان
اندریمان، در شاهنامه نام یک دلاور تورانی است که در بازی چوگان به فرمان افراسیاب، یار سیاوش بود. او در نبرد دوازده رخ، فرماندهٔ چپ سپهسالار پیران بود و با گستهم و هجیر نبرد نمود. هجیر، اسب اندریمان را پی کرد و تورانیان او را از میدان نبرد نجات دادند. اندریمان در همان نبرد دوازده رُخ، به دست گرگین میلاد کشته شد. 

## اندریمان در بازی چوگان
پیش از مسابقه چوگان بین افراسیاب و سیاوش یارگیری بین آنها صورت می‌گیرد که افراسیاب، اندریمان را به عنوان یار سیاوش انتخاب کرد:
| سیاوش بدو گفت فرمان تراست |  | سواران و میدان و چوگان تراست |
| سپهبد گزین کرد کلباد را   |  | چو گرسیوز و جهن و پولاد را   |
| چو پیران و نستیهن جنگجوی  |  | چو هومان که بردارد از آب گوی |
| به نزد سیاووش فرستاد یار  |  | چو رویین و چون شیدهی نامدار  |
| دگر اندریمان سوار دلیر    |  | چو ارجاسپ اسپ افگن نره شیر   |
| سیاوش چنین گفت کای نامجوی |  | ازیشان که یارد شدن پیش‌گویی   |

## اندریمان در جنگ دوازده رخ
در نبرد نُهم، اندریمان با گرگین رزم آزمود که هر دو سالار رزم دیده و جنگ آزموده بودند. پیکار با نیزه آغاز گشت و نیزه‌ها در هم شکست تا نوبت به رزم با تیر و کمان رسید. بارش تیر بر یکدیگر باریدن گرفت و سرانجام گرگین تیری بر سر و ترگ او بزد که کلاهخود بر سرش دوخته شد آنگاه تیر دوم را نشانه رفت از جراحت تیر چشمان اندریمان سرخ گشته لرزید از اسب فرو افتاد. گرگین پیاده شده سر از تن او جدا کرد به فتراک زین بست بالای تپهٔ نشان آمد فریاد پیروز باد شاه پیروزگر (کیخسرو) سر داد:
| فرود آمد از باره گرگین چو گرد |  | سر اندریمان ز تــن دور کرد |
| به فتراک بر بست و خود بر نشست |  | نوند سوار نبرده به دست     |
| بر آن تند بالا بر آمد دمان    |  | همیدون به بازو بزه بر کمان |
| به نیروی یزدان که او بُد پناه  |  | به پیروز بخت جهاندار شاه   |